# Аділь Зогу

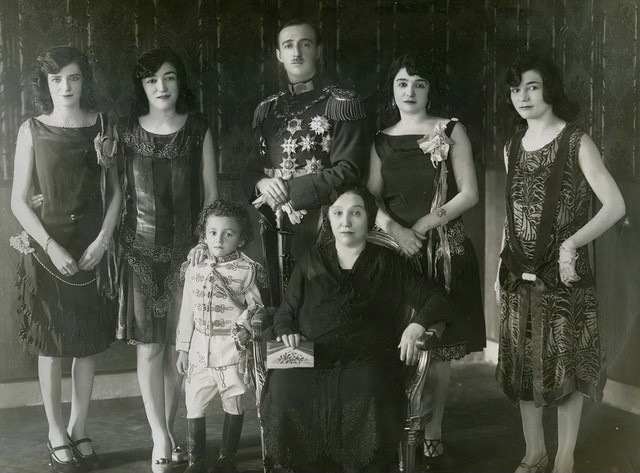
Представники родини Зогу

Принцеса Аділь Зогу (1890–1966) — албанська принцеса. Старша сестра короля Албанії Зогу I.

## Народження
Як і з усіма сестрами Зогу I, існує певна плутанина щодо дати народження Аділь. Протягом періоду монархії Зогістів три наймолодші сестри Зогу, Мізеджен, Рухіє та Макшіде (всі неодружені) стали приховувати свій вік. У міру дорослішання їхні «офіційні» дати народження переносилися вперед, а дати народження Аділе та Нафіє були так само скориговані, щоб запобігти підозрілій різниці у віці. Смерть їхнього батька, Джемаль-паші Зогу, відбулася приблизно в той самий час. Врешті було сказано, що Аділь народилася в 1894 році, хоча 1890–91 роки є більш імовірною датою. На її могилі стоїть дата 1890 рік.

## Шлюб і подальше життя
У 1909 році Аділь (Аділе) стала дружиною майора Емін Бея Аголлі Дошішті (1890—1988).[джерело?] Він походив із відомої родини, яка володіла значною власністю біля Охридського озера (його батьками були албанські аристократи Саліх Аголлі Дошішті та дружина Гіліє Аллаж). Шлюб, ймовірно, був організований роками заздалегідь її матір'ю. У подружжя було п'ятеро дітей. Розійшлися прибл. 1925 року, хоча офіційно ніколи не розлучався. Аділь вела домашнє господарство, де жила вона та її сестри (разом з королевою-матір'ю до 1934 року), оскільки молодші принцеси мало знали домашнього господарства. Протягом перших років Албанського королівства вона була відсутня в ньому, оскільки вона та її молодша донька Дануш захворіли на туберкульоз. Перш ніж, зрештою, одужати та повернутися до Албанії, вони кілька років провели у санаторії у Швейцарії.
Після повалення монархії під час італійського вторгнення в Албанію в 1939 році Аділь супроводжувала Зогу до Великої Британії. Після його від'їзду до Єгипту вона залишилася й оселилася в Хенлі-на-Темзі зі своїми двома доньками (які здобули англійську освіту) і невісткою, принцесою Рухіє Джелал Зоголлі (1881—1956). Наприкінці 1950-х років вона повернулася до своїх братів і сестер у Франції. Після смерті Зогу в 1961 році вона жила в Парижі зі своїм старшим сином Саліхом до самої смерті в 1966 році.

## Діти
| Ім'я            | Народження        | Смерть              | Подружжя                  | Діти                                                          |
| --------------- | ----------------- | ------------------- | ------------------------- | ------------------------------------------------------------- |
| Принц Саліх     | 1913 рік          | 1983 рік            | Ніколи не був одружений   | бездітний                                                     |
| Принц Гусейн    | 1914 рік          | ?                   | Асма Черчістопаллі        | Сермет Дошишті-Аголлі Севін Садія Дошишті-Аголлі              |
| Принц Шерафедин | 26 травня 1921 р  | Червень 1965 року   | Хелен Джордан             | Джон Стівен Дошішті                                           |
| Принцеса Тері   | 10 вересня 1923 р | Жовтень 2001 року   | Роберт Генрі Купер        | Вільям Джеремі Деніел Купер Вестроу Джеральд Алан Купер       |
| Принцеса Дануша | 29 липня 1925 р   | 11 жовтня 1999 року | Роберт Мартін Рудабуш мол | Роберт М. Рудабуш III Джон Е. Рудабуш Тері Енн Рудабуш Беннет |

## Нагороди
- Дама Великого Хреста Ордена Вірності (Королівство Албанія).[джерело?]

## Походження
|  |                                         |  |  |  |  |  |  |  |  |  |  |  |  |  |  |  |
|  | 8. Махмуд-паша Зоголлі, губернатор Маті |  |  |  |  |  |  |  |  |  |  |  |  |  |  |  |
|  |                                         |  |  |  |  |  |  |  |  |  |  |  |  |  |  |  |
|  |                                         |  |  |  |  |  |  |  |  |  |  |  |  |  |  |  |
|  | 4. Джелал Паша Зоголлі, губернатор Маті |  |  |  |  |  |  |  |  |  |  |  |  |  |  |  |
|  |                                         |  |  |  |  |  |  |  |  |  |  |  |  |  |  |  |
|  |                                         |  |  |  |  |  |  |  |  |  |  |  |  |  |  |  |
|  | 2. Джемал-паша Зогу, губернатор Маті    |  |  |  |  |  |  |  |  |  |  |  |  |  |  |  |
|  |                                         |  |  |  |  |  |  |  |  |  |  |  |  |  |  |  |
|  |                                         |  |  |  |  |  |  |  |  |  |  |  |  |  |  |  |
|  | 5. Рухіє Алтуні                         |  |  |  |  |  |  |  |  |  |  |  |  |  |  |  |
|  |                                         |  |  |  |  |  |  |  |  |  |  |  |  |  |  |  |
|  |                                         |  |  |  |  |  |  |  |  |  |  |  |  |  |  |  |
|  | 1. Принцеса Аділь Албанська             |  |  |  |  |  |  |  |  |  |  |  |  |  |  |  |
|  |                                         |  |  |  |  |  |  |  |  |  |  |  |  |  |  |  |
|  |                                         |  |  |  |  |  |  |  |  |  |  |  |  |  |  |  |
|  | 6. Салах Бей Топтані                    |  |  |  |  |  |  |  |  |  |  |  |  |  |  |  |
|  |                                         |  |  |  |  |  |  |  |  |  |  |  |  |  |  |  |
|  |                                         |  |  |  |  |  |  |  |  |  |  |  |  |  |  |  |
|  | 3. Садіє Топтані                        |  |  |  |  |  |  |  |  |  |  |  |  |  |  |  |
|  |                                         |  |  |  |  |  |  |  |  |  |  |  |  |  |  |  |
|  |                                         |  |  |  |  |  |  |  |  |  |  |  |  |  |  |  |
|  | 7. Анні Топтані                         |  |  |  |  |  |  |  |  |  |  |  |  |  |  |  |
|  |                                         |  |  |  |  |  |  |  |  |  |  |  |  |  |  |  |
|  |                                         |  |  |  |  |  |  |  |  |  |  |  |  |  |  |  |